# Пресана
Преса̀на (на италиански и на венециански: Pressana) е малко градче и община в Северна Италия, провинция Верона, регион Венето. Разположено е на 19 m надморска височина. Населението на общината е 2512 души (към 2015 г.).